# Џеси (Северна Дакота)
Џеси (енгл. Jessie) насељено је место без административног статуса у америчкој савезној држави Северна Дакота.

## Демографија
По попису из 2010. године број становника је 25.
| Група             | 2000.    | 2010.      |
| Белци             | 0 (0,0%) | 21 (84,0%) |
| Афроамериканци    | 0 (0,0%) | 4 (16,0%)  |
| Азијати           | 0 (0,0%) | 0 (0,0%)   |
| Хиспаноамериканци | 0 (0,0%) | 0 (0,0%)   |
| Укупно            | 0        | 25         |